# توماس إل. بيلي
توماس إل. بيلي (بالإنجليزية: Thomas L. Bailey)‏ هو محامي وسياسي أمريكي، ولد في 6 يناير 1888 في مقاطعة وستر في الولايات المتحدة، وتوفي في 2 نوفمبر 1946 في جاكسون في الولايات المتحدة بسبب سكتة. حزبياً، نشط في الحزب الديمقراطي. وقد انتخب حاكم ميسيسيبي ‏ وانتخب عضو مجلس نواب مسيسيبي.